# Туя
Туя (Thuja) — рід вічнозелених хвойних дерев і кущів родини кипарисових. Відомо 5 видів, поширених у Східній Азії і Північній Америці. В Україні вирощують як декоративні 4 види, найчастіше тую західну (Thuja occidentalis L.) до 20 м заввишки. Вона морозостійка, добре витримує задимлення і стриження; деревина легка, стійка проти гниття. Культивують у ботанічних садах і парках майже по всій Україні.

## Види
- Thuja koraiensis — Туя корейська
- Thuja occidentalis — Туя західна
- Thuja plicata — Туя велетенська
- Thuja standishii — Туя японська
- Thuja sutchuenensis — Туя сичуанська

## Морфологія
Вічнозелені однодомні дерева або чагарники. Листя лускоподібне. Пилкові шишки з (4) 6-10 (-16) мікроспорофілами, кожен з 2-4 пилковими мішками. Насіннєві шишки дозрівають і відкриваються першого року, відокремлені, шишкових лусок 4-6 пар. Насінин 1-3 на луску з 2 бічними, вузькими крилами. Thuja plicata набагато більша, ніж інші види.

## Туя в ландшафтному дизайні
Тую давно і успішно використовують у ландшафтному дизайні поряд з іншими хвойними. Це пов'язано з тим, що рослина вічнозелена, вона здатна пожвавити ділянку в будь-який час року. Крім того, вона наповнює повітря особливим запахом, який вважається цілющим при ряді захворювань.
Тую можуть використовувати у мініпарках або садах як самостійний елемент. Також вона чудово виглядає на терасах. У дизайні ландшафту часто застосовуються карликові туї, вони відмінно доповнюють клумби різних варіантів. Кронам туї можна надавати різні форми, тому вона може вдало вписатися майже в будь-якому стильовому напрямку.
Туя може добре поєднуватися з листяними рослинами. Однак вона не любить, коли поруч знаходиться ялина, сосна або ялиця. Такі дерева, як березу і черемху, вона сприймає нормально, однак, це не буде виглядати гармонійно з погляду стилю.
За допомогою туї можна оформляти алею, яка веде до входу, або доріжку від воріт. Її використовують у живоплотах, а також для зонування ділянки. Рослина буде мати чудовий вигляд біля штучно створеної водойми, але в цьому випадку важливо, щоб вона поєднувалася з іншою зеленню. Зазвичай, тую висаджують з метою зміцнення прибережної ділянки.

Карликові туї добре поєднуються з невеликими фонтанами, камінням і уступами. Їх вдало поєднують з рядом інших рослин.

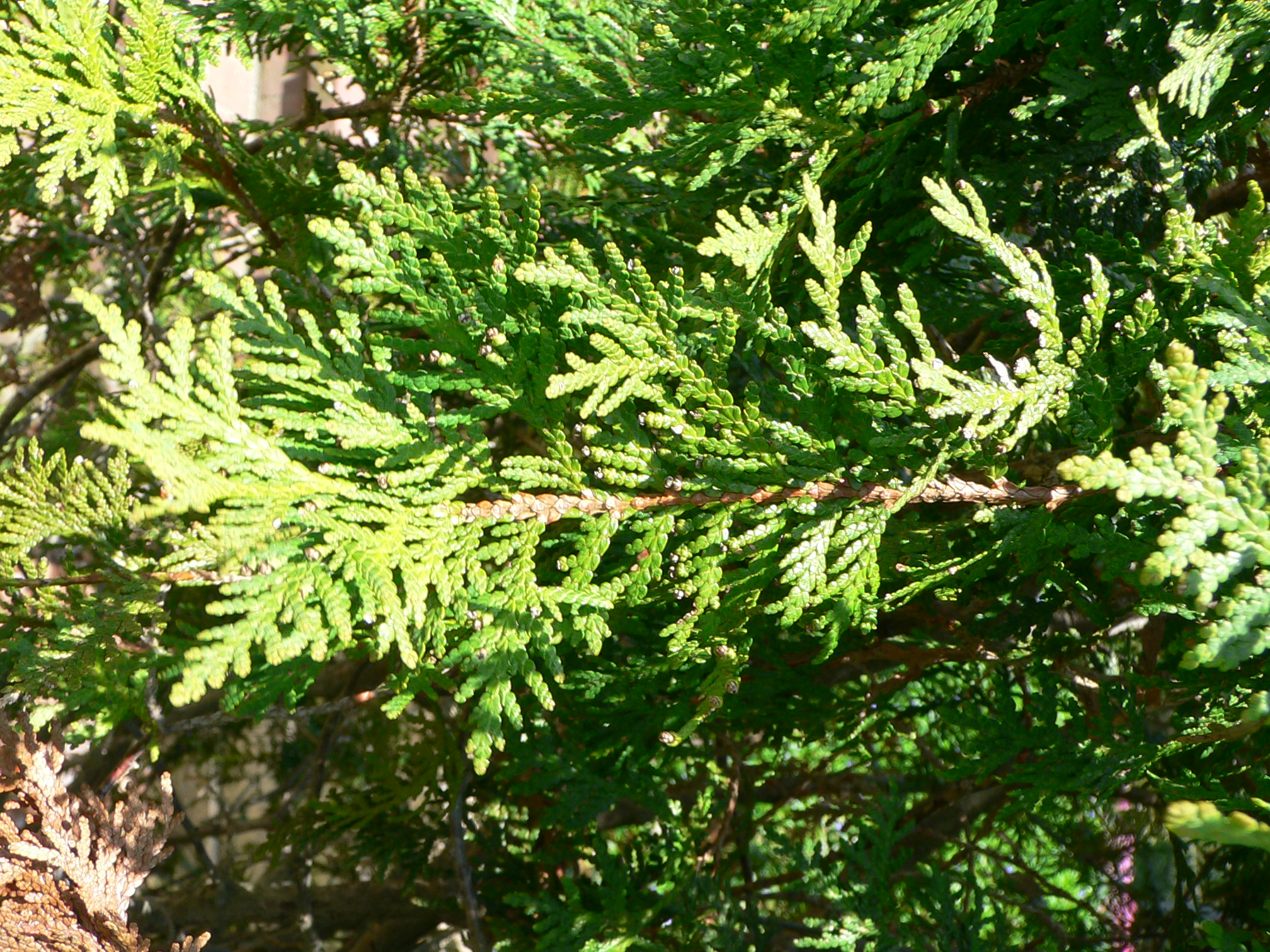
Гілка туї